# 谷關
24°12′10.4″N 121°0′14.1″E / 24.202889°N 121.003917°E

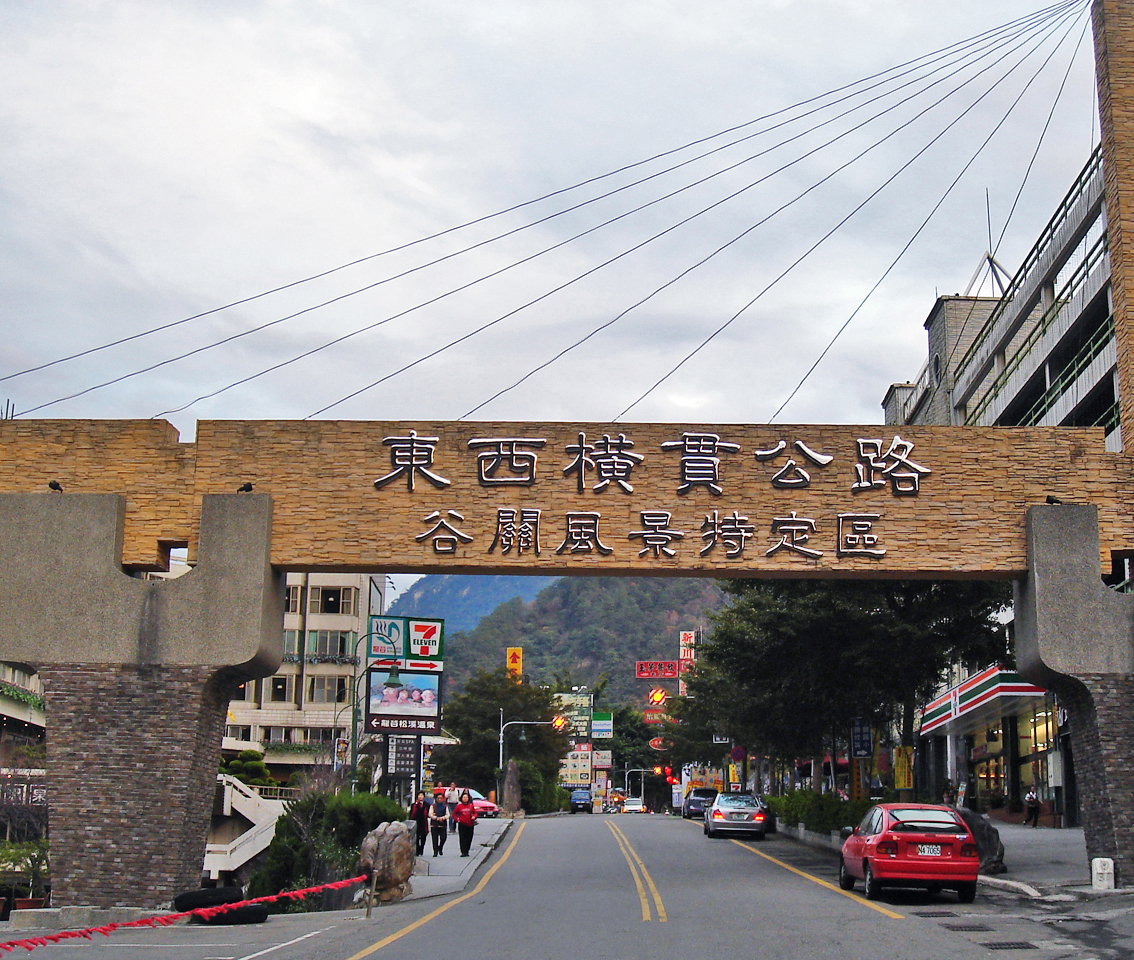
位於中橫公路的谷關風景特定區牌樓。

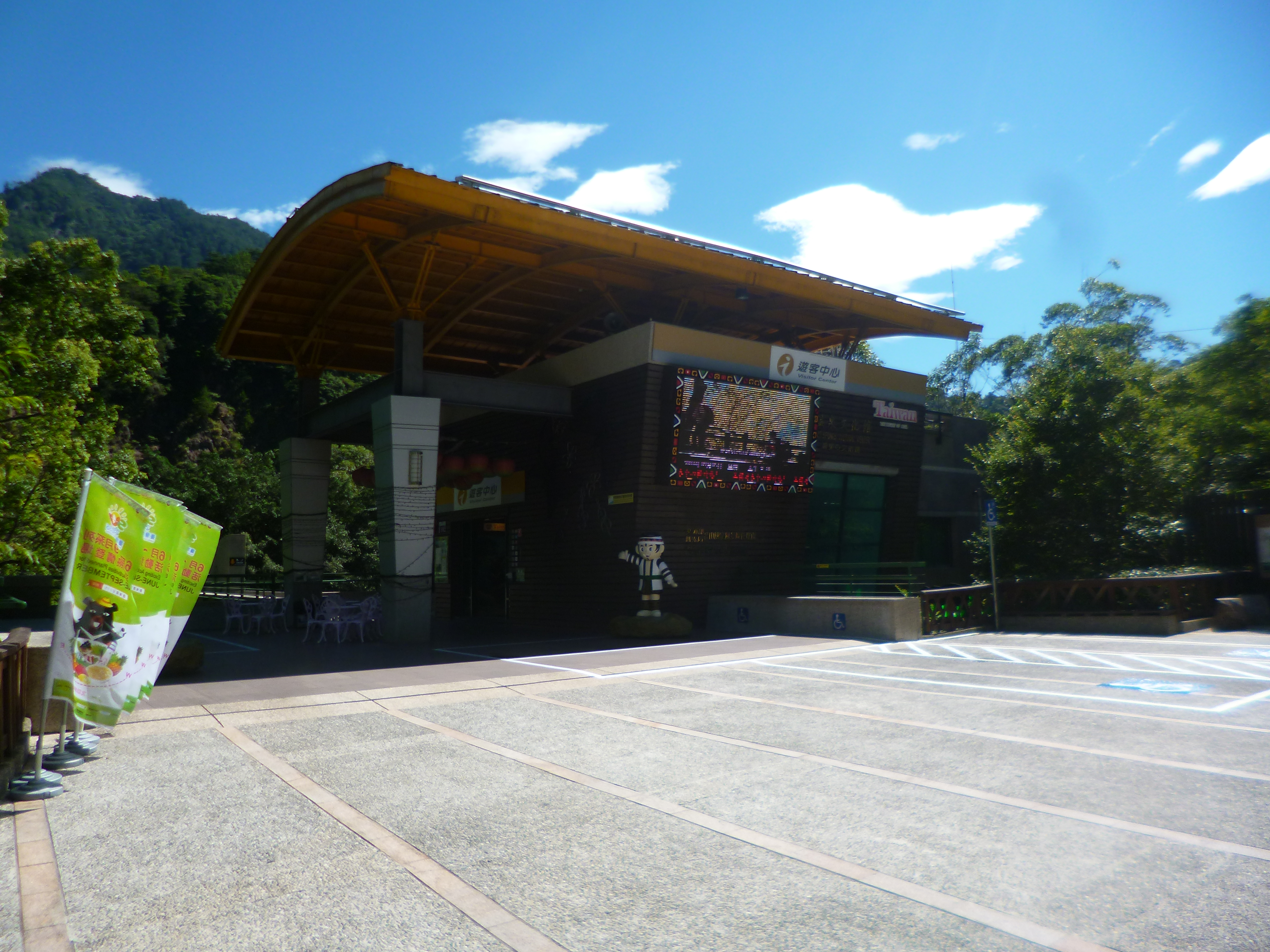
谷關遊客中心

谷關（臺灣客家語四縣腔：gugˋ guanˊ；大埔腔：gug^ guan+）是臺灣的旅遊景點，位於台8線33.7公里處，行政區屬臺中市和平區博愛里。谷關地形受環山圍繞如關卡而得名，並因大甲溪有溫泉露頭得以開發，後來中橫公路開通後，溫泉觀光業迅速發展。直到921大地震，並經歷七二水災，大大改變大甲溪地貌，以致於露頭不在，也使溫泉觀光業大受衝擊。加上政府宣布中橫公路暫緩修復，至今通車至上谷關之後，便開始進入管制路段。

## 歷史
谷關原為泰雅族居住地，據《泰雅族的文化：部落遷徙與拓展》記載對和平區的泰雅族分布，除了雙崎、達觀、三叉坑是屬於北勢群，其餘境內泰雅族部落皆屬是來自白狗的南勢群，谷關便是屬於此類，但這是對這是地域分布所做區分，實際上，谷關是由賽考利克與澤敖利兩族構成。
日治時期，谷關溫泉被日人稱為明治溫泉。1907年，溫泉被當地原住民發現，遲至1927年才開發，由台中州撥款並配合民眾捐獻建立公共浴場。谷關因明治溫泉得名，稱為明治，又依海拔高度分為上明治（現上谷關）、下明治（現下谷關）。日治末期，日人山田金治在谷關有採集到大量石斧，直到1950年代，據劉枝萬所做考古調查也發現打製石器，是為營埔文化谷關遺址。
國民政府遷台之後，有鑑於大甲溪地形與豐沛的水量，在上谷關興建天輪壩，並計劃一條可貫通台灣東西兩半部之公路。1956年7月7日分別於谷關、太魯閣兩地舉行中橫公路動工典禮，梨山以西之路段全為榮民開闢，谷關正位於其中。1960年5月9日在谷關舉行中橫公路通車典禮，當時有客運公司在谷關設置停靠站，以及有郵亭販售通車紀念郵戳，其景為台灣公路一大盛事。通車後，帶動谷關的觀光發展，觀光熱潮至1974年達到高峰，後來因缺乏經營規劃等因素，谷關的觀光業發展逐漸低迷。

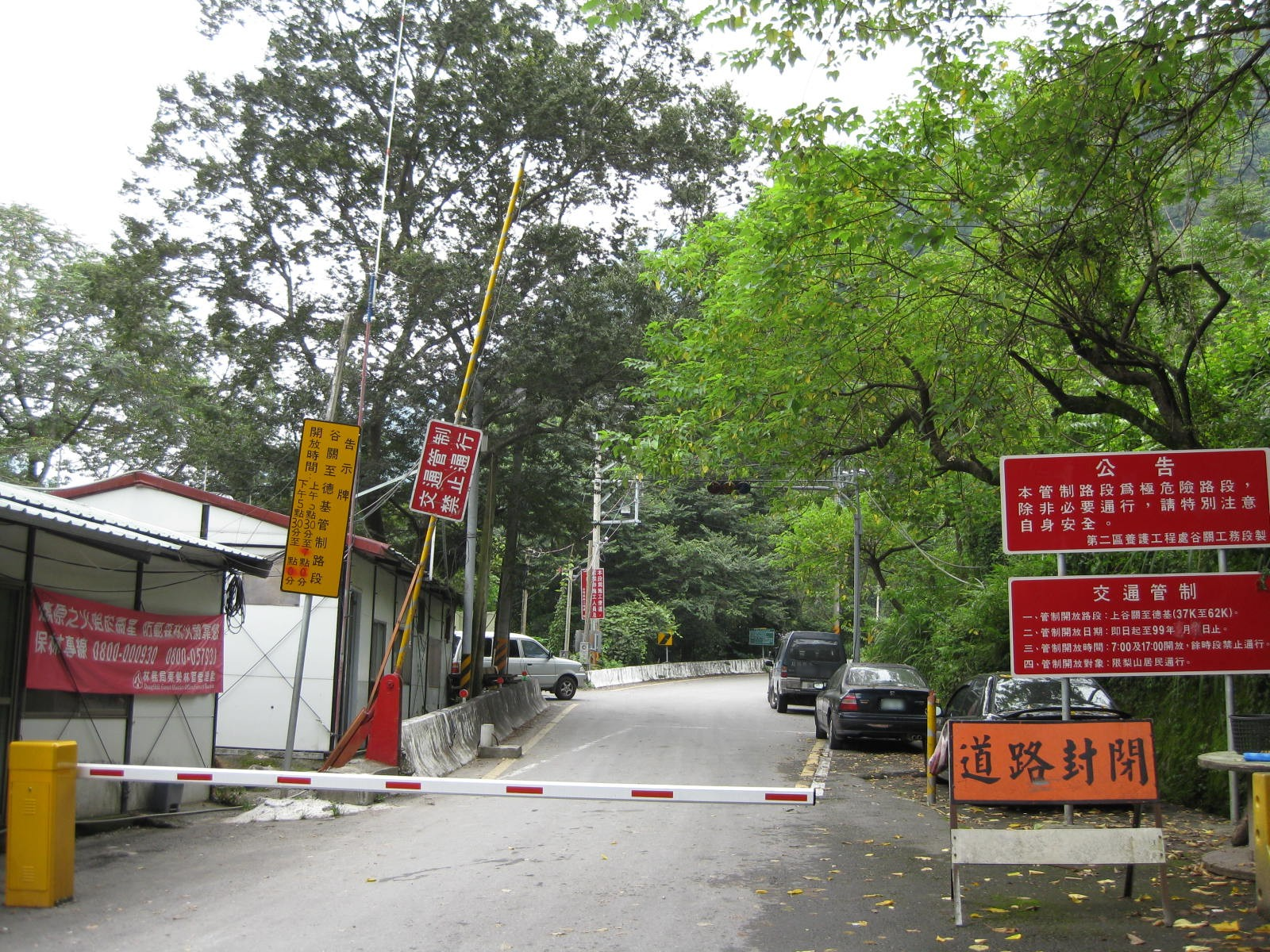
上谷關管制站

1999年9月21日發生921大地震，由台8線起點至谷關止，因沿線許多坍方而阻斷道路，許多旅客受困於內，該年9月23日夜晚11時搶通，旅客得以脫困。繼續再往東行便不通，從37公里處（上谷關）至62公里處（德基）是行經大甲溪中游，沿線受土石掩埋、道路流失、明隧道坍塌等大小不一之災況，當時公路總局粗估有100處，為全線坍方最多且損毀嚴重之路段。經117天後，於2000年1月18日全線搶通，並於上谷關與德基兩地設立管制站。另外，位在上谷關的天輪壩，也因921大地震影響，大甲溪挾帶大量泥砂順流而下，堆積於庫底，致使蓄水容量大減，並且壩堤左側邊坡有崩坍發生。
2004年6月，上谷關至德基之間路段原本已完成修復，卻因七二水災造成修復路段又現多處坍方，並且谷關諸多溫泉旅社與飯店遭大甲溪水沖毀或是被泥砂給淤塞，此況促使政府宣布中橫公路暫緩修復，上谷關至今仍為通車終點。2005年7月，海棠颱風降下豪雨，使大甲溪水暴漲，沖毀篤銘橋，谷關唯一要道中斷，自此開始仰賴臨時便道通行。2008年9月，也遭辛樂克颱風沖毀，至2010年7月新橋啟用才捨棄臨時便道。2018年日本星野集團旗下溫泉渡假村投入設點，是921地震來首度進駐谷關的大型跨國集團。

## 地理

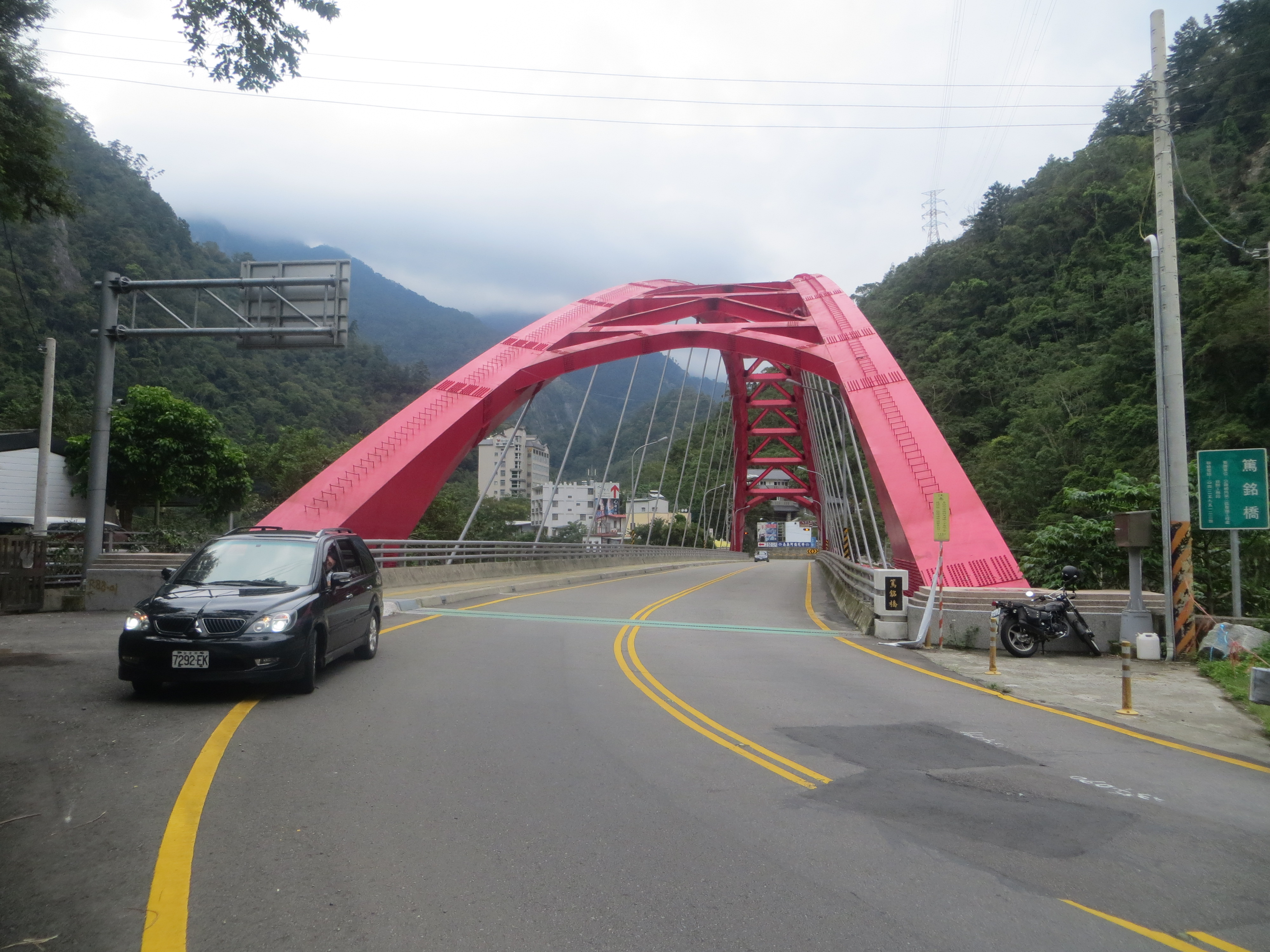
篤銘橋位於台8線上，跨大甲溪，是谷關的門戶；遠處可見谷關旅館群。

谷關全年平均氣溫攝氏18.5℃，全年降雨量介於2000～3000釐米，以3月至6月的春夏期間是降雨最多。整體而言，依柯本氣候分類法劃分，谷關的氣候型態是屬於GCfa氣候區，據《台灣地理概論》一書中記載，GCfa是指中部山地溫暖濕潤氣候；就高度而言，谷關山區在海拔700～1000公尺，介於亞熱帶氣候與暖溫帶氣候之間，林相呈現是常綠闊葉林，高度愈往上攀升，逐漸出現針葉林。
谷關位處雪山山脈，再加以細分，確切的地理區是在雪山地壘，其周圍有海拔逾2000公尺的高山，並有稍來溪、鞍馬溪與佳保溪於此匯入大甲溪。大甲溪沿岸擁有許多河階，其中流經谷關而成兩處台地，高度分別在海拔740～780公尺與海拔800～840公尺，因此有上谷關、下谷關區別。中橫公路是谷關的唯一聯絡道路，連接上谷關與下谷關兩地。自天冷開始，途中並無任何聯絡道路，全仰賴中橫公路通至梨山，可連接台7甲線通往宜蘭、福壽路通往霧社，因此谷關是台中通往梨山的必經門戶。
上谷關有一聚落，其餘多為台灣電力公司所屬設施，因此可常見於工作人員穿梭於此；沿中橫公路往西行就是下谷關，已經發展成溫泉觀光區，因這一帶大甲溪谷擁有兩處溫泉露頭，經歷多年的颱風、地震後，造成大甲溪河床加高，如今已被泥砂堆積而掩埋，僅透過鑿井找出溫泉。汶山遊樂園所在之台地下方有大甲溪流經，其河道呈現一道曲流，形成明顯的河階台地，至篤銘橋便急彎，再向下游流去，使谷關的地勢狀如三面環山圍繞，故呈一處山谷間如關卡屏障而得名。
谷關在平坦的台地是屬於階地堆積層，其餘多為達見砂岩與白冷層。從中橫公路的山壁上可見達見砂岩露頭，外觀顏色呈白色或灰白色，質地堅硬，岩性主要為石英質砂岩。在天輪壩至篤銘橋一帶，被發現地層位態有明顯差異，疑似為一條斷層通過谷關，現今該斷層尚未被確認。據《溫泉分佈調查方法與可行性之研究》對谷關溫泉的生成進行分析，認為是此處因有斷層通過，致使斷層帶上地表有明顯的破碎，這一帶破碎的地表所形成裂隙，正是溫泉露頭的關鍵因素，尤其大甲溪在下谷關的兩岸有兩處是溫泉蘊藏區，其餘溫泉露頭皆呈點狀分佈。

## 交通

### 交通意外
- 1986年遊覽車谷關墜河事故，42死，台灣公路交通死亡歷代第一名。

### 台中市公車
- 臺中市公車路線列表

| 路線編號 | 營運區間                           | 經營業者 | 備註                                                |
| -------- | ---------------------------------- | -------- | --------------------------------------------------- |
| 153      | 高鐵臺中站－谷關                   | 豐原客運 | 谷關新幹線公車                                      |
| 153延    | 高鐵臺中站－谷關－八仙山森林遊樂區 | 豐原客運 |                                                     |
| 153副    | 新市政中心－谷關                   | 豐原客運 |                                                     |
| 207      | 豐原－谷關                         | 豐原客運 |                                                     |
| 266      | 東勢－谷關                         | 豐原客運 | 經龍安、豐埔產業道路                                |
| 266繞1   | 東勢－松鶴部落－谷關               | 豐原客運 | 經龍安、豐埔產業道路、裡冷部落、哈崙台部落          |
| 266繞2   | 東勢－白冷國小－松鶴部落－谷關     | 豐原客運 | 經龍安、豐埔產業道路、裡冷部落、哈崙台部落          |
| 267      | 東勢－上台電                       | 豐原客運 | 經谷關；每日雙向僅發一班車                          |
| 269      | 谷關－八仙山森林遊樂區             | 豐原客運 |                                                     |
| 850      | 臺中車站（復興路）－谷關           | 豐原客運 | 經臺中二中、東豐/后豐鐵馬道、石岡戶政、東勢河濱公園 |
| 865      | 豐原－梨山                         | 豐原客運 | 經中橫臨37便道 谷關梨山區間採預約乘車，不開放站票   |
| 865區    | 谷關－梨山                         | 豐原客運 | 經中橫臨37便道 本路線採預約乘車，不開放站票         |

## 解
1. ↑  白狗指福骨群，為泰雅族一支族，分布在今力行、發祥等地，行政區屬南投縣仁愛鄉。來源：台灣原住民族歷史語言文化大辭典。
2. ↑  據《台灣水之源：台澎金馬水庫壩堰簡介》記載，天輪壩是大甲溪水力發電計劃中最早興建之電廠，於1952年啟用。
3. ↑  據《中華郵政網頁》記載，谷關郵亭設立於1958年6月7日，當時中橫公路尚未全線完工，對照《台灣公路工程（第8卷　第7期）：東西橫貫公路工程大事紀》記載時間，谷關路段於1958年6月14日通車，晚於郵亭設立7日，該郵亭即今谷關郵局。
4. ↑  2000年1月18日是青山下線（台8甲線）搶通日期，實際上，青山上線（台8線）早於青山下線14日搶通，乃因兩線位於同一邊坡，為不免青山上線清除土堆時，落下土堆影響到青山下線，故得等待青山上線前行後，青山下線方能進行工作。來源：《台灣公路工程（第27卷第3期、第4期）》【921集集大地震後－中橫公路台八線及台八甲線谷關德基段搶修過程之變化】。
5. ↑  另有文獻對GCfa不同名稱，據《台灣地區氣候分區與應用之研究》記載，依崔瓦沙氣候分類法對台灣氣候分區，GCfa是指山地亞熱帶夏季濕潤炎熱氣候。